# Cité de la musique
La Cité de la musique (lit. 'Ciudad de la música') es una institución pública de carácter industrial y comercial (EPIC) colocada bajo tutela del Ministerio de Cultura de Francia y reagrupa un conjunto de instituciones dedicadas a la música. Está situada en la puerta de Pantin (porte de Pantin) en el barrio del  Puente de Flandes (quartier du Pont-de-Flandres), en el distrito 19 (19e arrondissement) de París. Concebida por el arquitecto Christian de Portzamparc, fue inaugurada el 7 de diciembre de 1995. La Ciudad comprende: 
- Anfiteatro;
- Sala de conciertos, totalmente modulable, pudiendo acoger de 800 a 1.500 espectadores;
- Museo de la música (Musée de la musique) que contiene una importante colección clásica de instrumentos musicales, fechados esencialmente entre el siglo XV y siglo XX; Fueron coleccionados por Conservatoire de Paris. Entre otros conserva violines de Antonio Stradivari, de la familia Guarneri, de Nicol o de Amati; pianoes de Erard o Ignaz Pleyel; y saxófonos de Adolph Sax.
- Salas de exposiciones;
- Talleres y áulas;
- Espacios de documentación.

La Ciudad de la música administra directamente la Sala Pleyel (Salle Pleyel) a través de su filial Cité-Pleyel y estará bajo su responsabilidad la futura Filarmónica de París (Philarmonie de Paris en 2013.

## Programación
La Cité de la musique tiene la vocación de valorar todos los tipos de música: música clásica (en la Salle Pleyel particularmente), jazz, rap, soul, funk, pop-rock, músicas del mundo y todavía música electrónica… Estas formas diferentes están presentes en el seno de la programación anual, más allá de los diferentes festivales (Jazz en Villette, y Festival Days Off a partir de 2010). Cada temporada es objeto de una temática próxima a las preocupaciones actuales y atada a las reflexiones seculares de la sociedad («Un monde, des mondes» en 2009-2010, «Les utopies» en 2010-2011). Entre los artistas que han marcado la historia de la Cité de la musique, podemos citar a Alain Bashung, el grupo Sonic Youth, invitados repetidas veces, así como formaciones barrocas o el compositor contemporáneo Pierre Boulez. L'Ensemble intercontemporain es residente en la Cité de la musique.

### Registros y difusión de los conciertos
La mediateca atesora numerosos archivos sonoros y vídeo de conciertos que se han efectuado en la Ciudad de la música. 
Desde el 2008, la Cité de la musique comenzó una política de grabación en vídeo de los conciertos. A partir de 2010, el sitio www.citedelamusiquelive.tv hace accesible 100 horas de conciertos grabados, y permite la difusión en directo de una sesenta de conciertos anuales.

### Exposiciones
Desde el 1998, la Cité de la musique presenta, según las temporadas, uno o dos exposiciones temáticas alrededor de músicos (Jimi Hendrix, Pink Floyd, John Lennon, Serge Gainsbourg, Miles Davis), compositores (Richard Wagner, Frédéric Chopin) y conceptos que dieron forma a la Historia de la música (Política, periodos artísticos). 
Estas exposiciones dan lugar a ciclos de conciertos enlazados con el tema concernido.

### Actividades pedagógicas y de práctica musical
La Cité de la musique propone una amplia selección de formaciones, ciclos de iniciación con destino a todos de los públicos, desde la edad más joven.